# 1668

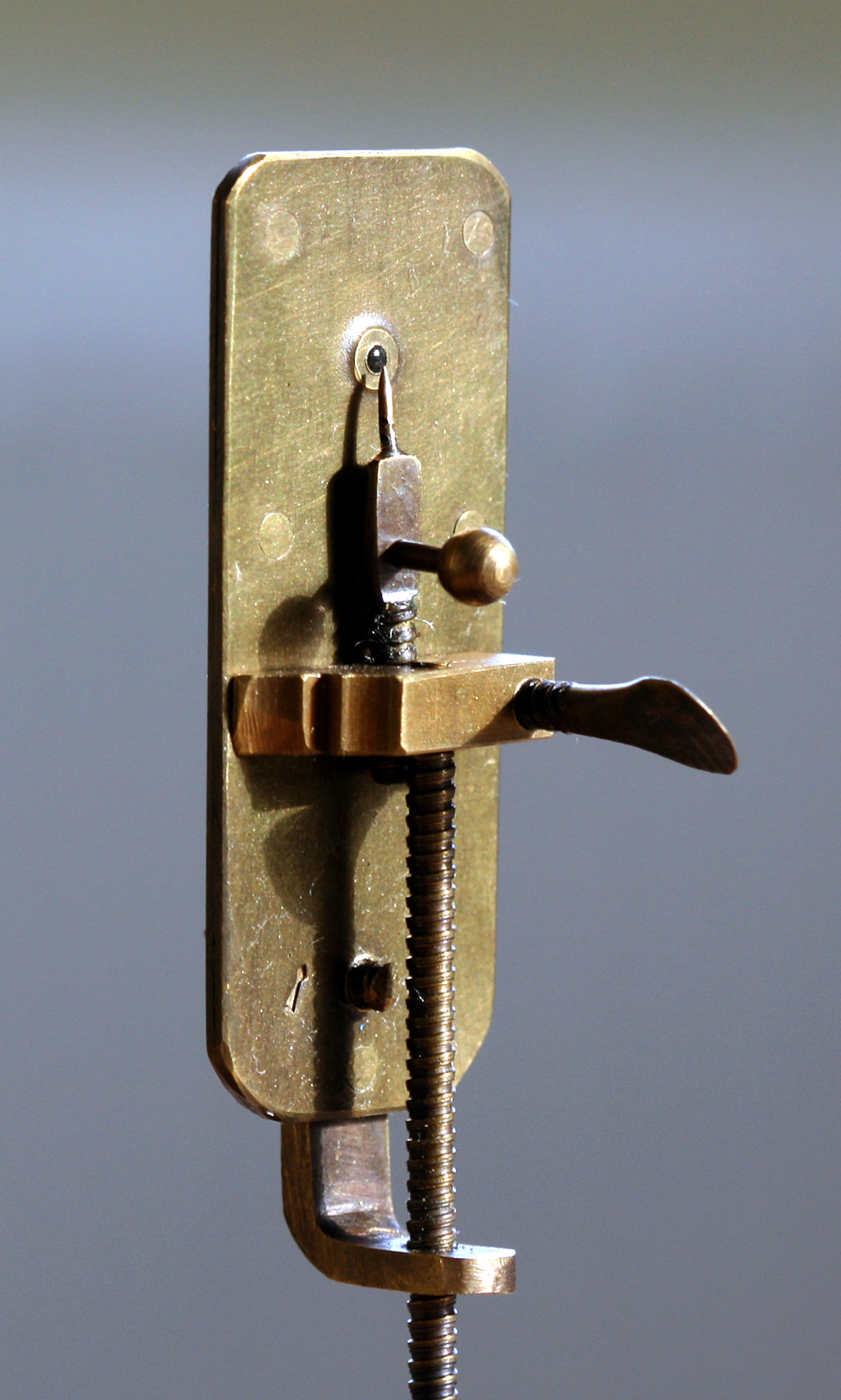
Réplica de um microscópio de Anton van Leeuwenhoek.

- Wikisource

| Calendário gregoriano                                                        | 1668 MDCLXVIII                       |
| Ab urbe condita                                                              | 2421                                 |
| Calendário arménio                                                           | 1117 – 1118                          |
| Calendário bahá'í                                                            | -176 – -175                          |
| Calendário budista                                                           | 2212                                 |
| Calendário chinês                                                            | 4364 – 4365 Início a 12 de fevereiro |
| Calendário copta                                                             | 1384 – 1385                          |
| Calendário etíope                                                            | 1660 – 1661                          |
| Calendários hindus - Vikram Samvat - Calendário nacional indiano - Cáli Iuga | 1723 – 1724 1589 – 1590 4768 – 4769  |
| Calendário Holoceno                                                          | 11668                                |
| Calendário islâmico                                                          | 1079 – 1080                          |
| Calendário judaico                                                           | 5428 – 5429                          |
| Calendário persa                                                             | 1046 – 1047                          |
| Calendário rúnico                                                            | 1918                                 |
| Calendário solar tailandês                                                   | 2211                                 |

1668 (MDCLXVIII, na numeração romana)  foi um ano bissexto do século XVII  do actual Calendário Gregoriano, da Era de Cristo, e as suas letras dominicais foram  A e G (52 semanas), teve início a um domingo e terminou a uma segunda-feira.
| Ano completo                       |
| ---------------------------------- |
| Ano bissexto com início ao domingo |

## Eventos
- 13 de Fevereiro - Assinado um tratado de Lisboa entre Afonso VI de Portugal e Carlos II de Espanha onde o último reconhece a Restauração da Independência de Portugal. Apenas Ceuta é incorporada na coroa espanhola.
- 23 de Novembro - Tempestade causa grandes prejuízos na Calheta, ilha de São Jorge, Açores, provocou "tal alteração de mar que este entrou pela dita vila derrubando casas" e obstruindo o porto com pedras.
- Anton van Leeuwenhoek (1632-1723) confirma a existência dos capilares sanguíneos.
- Francisco Redi deu os primeiros passos para a refutação da ideia da abiogênese para as larvas de moscas.
- As cortes rectificam o afastamento de Afonso VI de Portugal ditado pelo irmão Pedro II a abdicar; Afonso VI é exilado na Ilha Terceira, Açores.

## Nascimentos
- 10 de Novembro - François Couperin, compositor, organista e cravista francês (m. 1773).

## Por tema
- 1668 na ciência